# Acer tonkinense
Acer tonkinense é uma espécie de árvore do gênero Acer, pertencente à família Aceraceae.

## Descrição
A espécie é uma árvore caducifólia com até 12 metros de altura. A casca é lisa e marrom. As folhas são grossas e não-compostas, medindo até 15cm de comprimento e 17cm de largura, normalmente com três limbos. As flores são amareladas e possuem cinco pétalas.

## Distribuição
A espécie pode ser encontrada do sul da China (Guangxi, Guizhou, Tibete, Yunnan) até o norte da Indochina (Vietnã, Tailândia e Myanmar).